# Arona (Italia)
Arona es una localidad y comune italiana de la provincia de Novara, región de Piamonte, con 14.588 habitantes.

## Historia
Los hallazgos arqueológicos han demostrado que el área de lo que hoy es Arona se estableció entre el siglo XVIII y el siglo XIII a. C. Más tarde fue la posesión de los celtas, los romanos y los lombardos.
En el siglo XI se fundó la abadía benedictina de los santos Gratianus y Felinus, mártires.
Después del asedio y la destrucción de Milán en 1162 por el emperador Federico I Barbarroja, muchos de los exiliados se refugiaron en Arona.
Más tarde, la ciudad fue la posesión de los Torriani y (desde 1277) de las familias Visconti. A principios del siglo XIV, la ciudad se convirtió en una comuna libre bajo la soberanía de la abadía. En 1439 fue adquirido por Vitaliano I Borromeo de la Casa de Borromeo.
Entre el 3 de diciembre de 1523 y el 4 de enero de 1524, fue asediada sin éxito por las tropas francesas, quedando en manos del Ducado de Milán, primero Sforza, después español y finalmente austriaco. El Tratado de Worms (1743) la concedió al Reino de Cerdeña.

## Evolución demográfica
| Gráfica de evolución demográfica de Arona entre 1861 y 2011 |
|                                                             |
| Fuente ISTAT - elaboración gráfica de Wikipedia             |

## Literatura
En Arona en Italia ha vivido por 38 años el escritor Luca Vincitore que vive desde 2011 en la ciudad de Chihuahua, capital del estado del mismo nombre, México. Su obra principal es el libro Los últimos combatientes, investigación histórica sobre la Segunda Guerra Mundial, que fue ganador del concurso por la Universidad Autónoma de Chihuahua y el Sindicado de los Académicos en el 2015. Libro de la colección textos universitarios número 122 publicado por la UACH. ISBN 9786079424930

## Ciudades hermanadas
Arona (Italia) mantiene un hermanamiento de ciudades con:
- Arona, Tenerife, Canarias, España.
- Compiègne, Hauts-de-France, Francia.
- Huy, Valonia, Lieja, Bélgica.